# Parvomygale distincta
Parvomygale
Genre
Espèce
Parvomygale distincta, unique représentant du genre Parvomygale, est une espèce type fossile d'araignées mygalomorphes de la famille des Microstigmatidae.

## Distribution
Cette espèce a été découverte dans de l'ambre en République dominicaine. Elle date du Néogène.

## Description
L'holotype mesure 2,5 mm.

## Publication originale
- (en) Jörg Wunderlich, The fossil mygalomorph spiders (Araneae) in Baltic and Dominican amber and about extant members of the family Micromygalidae., vol. 3, coll. « Beitraege zur Araneologie », 2004, 595-631 p..